# Haliotis pourtalesii
Haliotis pourtalesii är en snäckart som beskrevs av Dall 1881. Haliotis pourtalesii ingår i släktet Haliotis och familjen Haliotididae. Inga underarter finns listade i Catalogue of Life.

## Bildgalleri

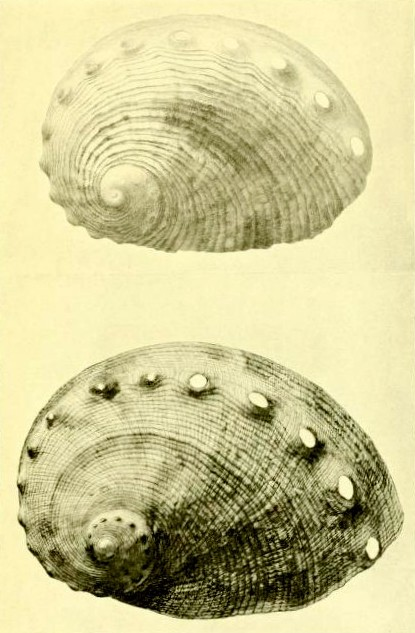
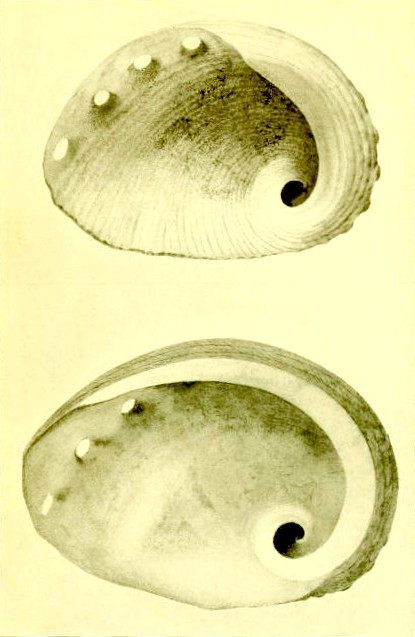
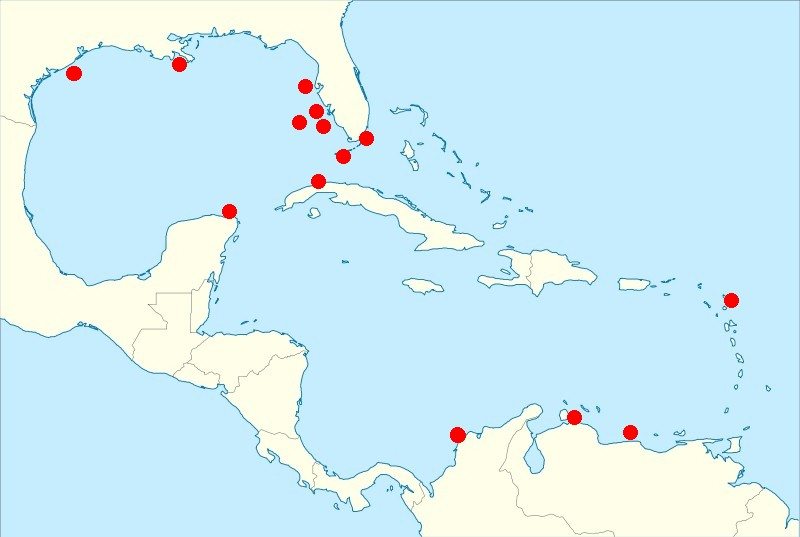
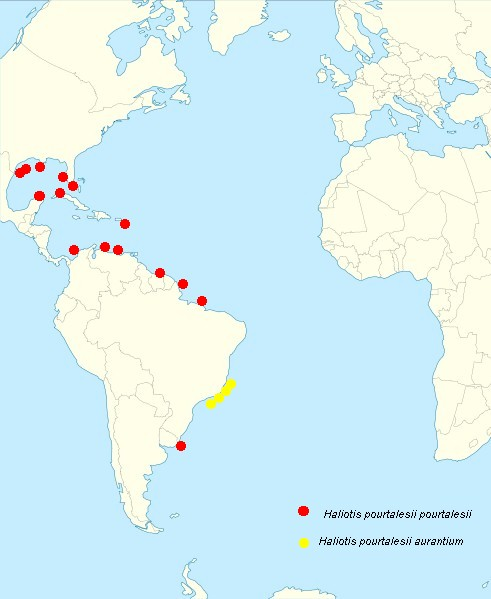
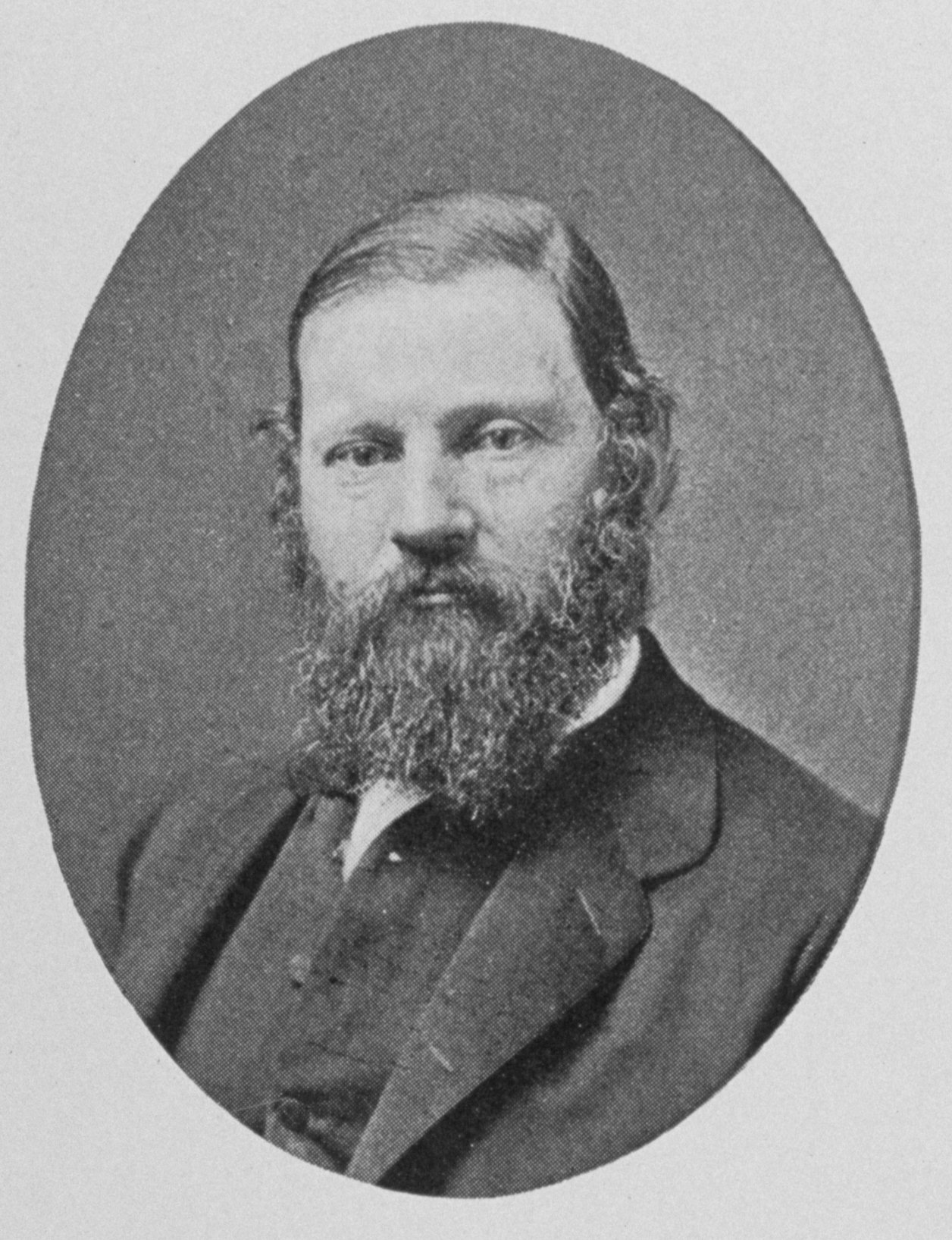
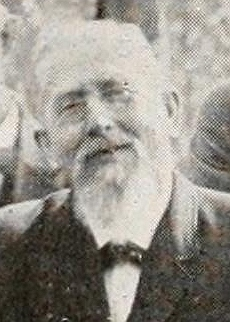